# 1953 год в спорте
Список 1953 год в спорте описывает спортивные события, произошедшие в 1953 году.

## СССР
- Чемпионат СССР по боксу 1953;
- Чемпионат СССР по классической борьбе 1953;
- Чемпионат СССР по баскетболу среди женщин 1953;
- Чемпионат СССР по баскетболу среди мужчин 1953;
- Чемпионат СССР по волейболу среди женщин 1953;
- Чемпионат СССР по волейболу среди мужчин 1953;
- Чемпионат СССР по лёгкой атлетике 1953;
- Чемпионат СССР по русским шашкам 1953;
- Чемпионат СССР по хоккею с мячом 1953;
- Первенство СССР между командами союзных республик по шахматам 1953;

### Футбол
- Чемпионат СССР по футболу 1953;
- Кубок СССР по футболу 1953;
- Создан клуб «Шахтёр» (Конотоп);
- Расформированы клубы:
  - ВВС;
  - ВМС;

### Хоккей
- Чемпионат СССР по хоккею с шайбой 1952/1953;
- Чемпионат СССР по хоккею с шайбой 1953/1954;
- Созданы клубы:
  - «Титан»;
  - «Химик» (Воскресенск);
- Расформированы клубы:
  - ВВС МВО;
  - «Динамо» (Таллин);

## Международные события
- Чемпионат Европы по баскетболу 1953;
- Чемпионат Европы по боксу 1953;
- Чемпионат Европы по фигурному катанию 1953;
- Чемпионат мира по баскетболу среди женщин 1953;
- Чемпионат мира по конькобежному спорту в классическом многоборье 1953;
- Чемпионат мира по фигурному катанию 1953;
- Чемпионат мира по хоккею с шайбой 1953;
- Матч за звание чемпионки мира по шахматам 1953;
- Турнир претендентов по шахматам 1953;

## Персоналии

### Родились
- 5 апреля — Хасимиков, Салман Алхазурович, советский борец вольного стиля, рестлер;
- 12 мая — Орцуев, Хасан Умарович, советский борец вольного стиля;
- 7 ноября — Романьков, Александр Анатольевич, советский фехтовальщик, олимпийский чемпион и многократный чемпион мира.